# Bidens hillebrandiana
Bidens hillebrandiana là một loài thực vật có hoa trong họ Cúc. Loài này được (Drake) O.Deg. ex Sherff mô tả khoa học đầu tiên.